# Érzelmek csoportosítása
A legtöbb kutató egyetért abban, hogy az érzelmeknek biológiai alapja van. Az érzelmek csoportosításának pontos módja, és az érzelmek meghatározása mégis heves viták tárgya az érzelemkutatásban. Reisenzen (1992) szerint az elméletek két fő megközelítés szerint csoportosulnak:
1. Az érzelmeket olyan részekre, összetevőkre redukálják, amik maguk nem érzelmek (pl. kiértékelések vagy dimenziók). Ezek az ún. összetevő-elméletek.
2. Az érzelmek sokféleségét egyetemesen létező alapérzelmekre vezetik vissza. Ezek az ún. alapérzelem-elméletek.

## Összetevő-elméletek
Az összetevő-elméletek követői úgy tartják, hogy az érzelmek más összetevőkből épülnek fel, attól függően, hogy az adott kultúra mely vonásokat hangsúlyozza. A nyelvhez hasonlóan az érzelmeket is öröklött, biológiai hátterünk segítségével sajátítjuk el, de a konkrét érzelmeket az elemi viselkedésegységek azon mintázata adja, ami az adott kultúra élet- és szocializációs stílusát tükrözi. Mivel a különböző kultúrák különböző összetevőket tartanak fontosnak és emelnek ki, az érzelmekre használt nyelvi kifejezések is sokfélék, és kultúránként eltérőek lehetnek.
Russell (1997) kétdimenziós elmélete szerint az érzelmek jellemezhetők a valencia (pozitív- negatív) ill. az aktivitási szint/arousal (izgatott-nyugodt) dimenzióival. Például a negatív és nyugalmi összetevők együtt a depresszió érzetét alkotják, míg a negatív és izgatottság összetevők a stresszt. Egy dimenzión belül csak mennyiségi különbségek vannak, így az érzelmeket ebben az értelmezésben nem lehet élesen elkülöníteni egymástól.
Roseman az érzelmet kiváltó helyzet két dimenzióját használja: a kívánatosságot és a bekövetkezést. Eszerint ami kívánatos és megtörténik, az örömöt; ami kívánatos és nem történik meg, bánatot; ami nemkívánatos és megtörténik, aggódást; és ami nemkívánatos és nem történik meg, megkönnyebbülést eredményez.
Ellsworth és Smith (1988) több dimenziót állapítottak meg, ezek a kellemesség, a várható erőfeszítés, a figyelmi tevékenység, a bizonyosság, az emberi hatóerő, a kontroll, az akadály, a fontosság, és a bejósolhatóság.
Ez alapján pl. a boldogság olyan érzelem, amely kellemes; és amelyhez alacsony erőfeszítés, valamint a bizonyosság és a figyelem magas szintje kapcsolódik.
Lazarus három vonásos elméletében a következő összetevők alkotnak érzelmet:
1. Célrelevancia (érzelem csak akkor jelenik meg, ha az esemény valamilyen célunk szempontjából releváns)
2. Célkongruencia (ha közelebb visz a célhoz, pozitív érzelem, ha távolít, negatív érzelem jelenik meg)
3. Énbevonódás (az esemény értéke a személy számára)

Például, ha a helyzet fontos számunkra, és a célunk felé visz, az énbevonódás dimenziójában pedig kölcsönös vonzalomról van szó, akkor a megjelenő érzelem a szeretet.

## Alapérzelem-elméletek
Az alapérzelem-elméletek szerint univerzális érzelmeink vannak, amelyek az evolúciós szelekció során alakultak ki, így alapvető biológiai indítóprogrammal rendelkeznek. E programok kifejlődése azonban másokkal való interakciót igényel, akárcsak a nyelv elsajátítása. Ennek következtében az alapérzelmekben is előfordulhatnak a különböző társadalmak és a különböző egyének közötti különbségek, a nyelvek és kulturális szokások sokféleségéhez hasonlóan. Az elmélet szerint az alapérzelmek biológiailag meghatározott véges halmazt alkotnak, amiből a kultúra dolgozza ki az átélt érzelmek sokszínű és komplex csoportját.
Az alapérzelem-elmélet hívei evolúciós elképzeléseket vallanak, mely szerint minden diszkréten  azonosítható érzelem különböző adaptív célok szolgálatában állt, így különböző idegrendszeri hálózatokhoz kapcsolódnak. A következőkben az ebben a szemléletben kialakított érzelemcsoportokról esik szó.

### Kulturális érzelemelmélet és az alapérzelmek elmélete
A 20. század nagy részében az antropológusok nagy része az ún. kulturális érzelemelmélet szerint azon a véleményen volt, hogy az érzelem tanult viselkedés, ami kulturálisan örökítődik át (Evans, 2003). E teória szerint az elsajátításhoz szükség van arra, hogy az egyén a kultúrájában találkozzon a megtanulandó érzelemmel. Ebből az következne, hogy a különböző kultúrájú emberek különböző érzelmeket élnek át.
Az 1960-as évek végén Paul Ekman amerikai antropológus megcáfolta ezt az elméletet kultúrközi vizsgálataival. Az új-guineai írástudatlan fore néppel végzett kísérletében  a résztvevőknek valamilyen érzelmi töltetű történetet mesélt, majd arra kérte őket, hogy három fénykép közül, amelyeken különböző érzelmeket kifejező amerikai arcok voltak, válasszák ki azt, amelyik legjobban illik a történethez. Bár még soha nem találkoztak nyugati emberekkel, mégis magas százalékban ki tudták választani a megfelelő arckifejezést. Ekman ezek után megkért néhány embert, hogy vágjon az egyes történeteknek megfelelő arckifejezéseket, majd ezeket videóra vette. A fordított vizsgálatban amerikaiakat kért meg, hogy a történetekhez társítsák a megfelelő képeket, és ugyanolyan eredményt kapott: az amerikaiak felismerték az új-guineai bennszülöttek által kifejezett érzelmeket. Ekman a következő 6 alapérzelmet használta vizsgálatában: öröm, bánat, harag, félelem, meglepetés, és undor.
Az alapérzelmek veleszületettségének újabb igazolását találták azokban a vizsgálatokban, ahol vakon született csecsemőknél figyelték meg ezeknek az alapérzelmeknek a megjelenését (mosolygás, sírás, szemöldökráncolás, meglepődés).
Ezek a bizonyítékok amellett szólnak, hogy alapérzelmeink kultúrától függetlenül, egyetemesen jelen vannak. Ez pedig jelentős érv a biológiai meghatározottság mellett; génkészletünk őrzi közös evolúciós történetünk örökségét.

### Kulturális-szociális hatások az alapérzelmekre
Az  alapérzelmek – egyetemességük ellenére – nem minden embernél jelennek meg egyformán. Az érzelmi kifejezések alkalmazásakor a saját kultúránk szabályait alkalmazzuk, ami eltérő kultúrájú embereknél látszólagos különbségekhez vezethet. Általánosságban jellemző például, hogy a japánok sokkal inkább igyekeznek elrejteni az érzelmeiket, mint az európaiak és az amerikaiak. Paul Ekman és Wallace Friesen ezt a jelenséget is vizsgálták. Érzelmeket kiváltó filmeket nézettek japán és amerikai kísérleti személyekkel kétféle feltételben: először egyedül nézték a filmet, majd úgy, hogy a kísérletvezető is jelen volt. Azt az eredményt kapták, hogy az eltérések csak az utóbbi feltételben jelentek meg japánok és amerikaiak között, ám akkor is csak látszólag. A felvételek lassított elemzésénél kiderült, hogy a tanult kifejezési szabályok (a japánoknál az érzelmek elrejtése) csak késve, a tudatosulás után jelentek meg, az alapérzelem valójában, bár csak a pillanat töredékéig, de náluk is kifejezésre jutott. A kulturálisan meghatározott kifejezési szabályok tehát mindig csak azután jelennek meg, hogy az alapvető érzelmi válasz már beindult.

### Kultúraspecifikus érzelmek
Vannak érzelmek, amelyek nem veleszületettek, mint az alapérzelmek, hanem csakis speciális feltételek esetén fejlődnek ki, amelyeket bizonyos kultúrák teremtenek meg. Ezek csak akkor jelennek meg valakiben, ha a kultúra szembesíti az egyént az adott érzelem létezésével, és már gyerekként megtanulja azt.
Ilyen kultúraspecifikus érzelem pl. az új-guineai gururumba nép ún. „vaddisznónak lenni” érzelme. 25-35 év közötti férfiak élik át, akik az érzelem hatására megvadultan rohangálnak, tárgyakat rongálnak meg, és megtámadják az arra járókat. A „vaddisznónak lenni” érzésére, és más kultúraspecifikus érzelmekre gyakran jellemző, hogy segítenek az embereknek megküzdeni a kultúra támasztotta kihívásokkal (Averill, 1980). Erre példa, hogy a vaddisznóvá vált férfiakat, akik abban az életkorban vannak, amikor szembesülnek a házasság első éveiben felmerülő anyagi gondokkal, állapotukra való tekintettel társaik ideiglenesen felmentik az anyagi kötelezettségeik alól.
A kultúraspecifikus érzelmek olyan egyediek lehetnek, hogy saját kifejezésük van az adott nyelvben, amit más kultúrák nyelveibe csak körülírással lehet átültetni. Ezekre példák a következő érzelemelnevezések is:
- Amae (Japán):

,,Öröm, amelyet egy másik ember iránti teljes elfogadásban lelünk meg. (Az eredeti írásjel egy mellet és egy szopó csecsemőt ábrázol, ami azt sugallja, hogy az érzelem az elszakítottság megszűnését jelenti, visszatérést abba az egységbe, amely az anyát és a csecsemőt az élet első néhány hónapjában összeköti.)”
- Ijirashii (Japán):

Akkor érezzük, ha egy dicséretre méltó személyt látunk, aki legyőz egy akadályt.
- Liget (Ilong nép):

Egy fájdalmas esemény váltja ki. Közel áll a düh érzéséhez, megtorló akciókhoz, bosszúálláshoz vezethet.
- Schadenfreude (Európa):

Mások szenvedésében lelt öröm, magyarul káröröm. Az angolban csak körülírással meghatározható.
- Acedia (középkori, ill. reneszánsz kori Európa):

Spirituális kábultság, vagy a vallási gyakorlattól való eltávolodás, ami az istentisztelet ismétlődő természete miatt kialakuló unalomból fakad.
- Malu (Dusun Baguk, Malajzia):

A szégyen és a zavar keveréke, ami egy magasabb társadalmi pozíciójú ember jelenlétében fordulhat elő.
- Awumbuk (Belső- Pápua Új-Guinea):

Szomorúság, fáradtság és unalom keveréke, ami vendégek, barátok vagy családtagok távozásakor jelenik meg.
- Song (Ifaluk nép, Mikronézia):

Közel áll a dühhöz vagy dorgáláshoz, morális felhangja van, és nem tűr ellentmondást.
- Fago (Ifaluk):

A szeretet, a részvét és a szomorúság keveréke.
- Ker (Ifaluk):

Kellemes meglepetés.
- Rus (Ifaluk):

Kellemetlen meglepetés.
- Nginyiwarrarringu (a nyugat-ausztráliai sivatag Pintupi bennszülöttei):

Hirtelen érzett félelem, ami arra készteti az egyént, hogy felkeljen, és megkeresse a félelem okát.
- Szram (Oroszország):

Szégyenérzet a szexuális tisztátalanság miatt, vallási okokból. (Főnévként utalhat a szeméremtestre, vagy olyan helyre, ahol szexuális tevékenység folyik, pl. a piros lámpás negyed.)
Prinz 2004-ben idézi a patriotizmus kifejezést, mint a nyugati kultúrák specifikus érzelmét.
Kultúraspecifikus fóbiák vagy érzelmekkel kapcsolatos szindrómák:
- Witiko/Windigo (Algonquin indiánok):

Attól való félelem, hogy valaki kannibál szörnyeteggé változik.
- Pa-leng (Kína):

Abszurd félelem a hidegtől forró időben is, ami összefüggésben áll a yin és yang (test-lélek) egyensúly elvesztésével.
- Latah (Malajzia):

Középkorú nőket érintő, eltúlzott, riadt reflex, amikor hajlamosak mindent megismételni, amit hallanak (vö. fülöp-szigeteki mali-mali, burmai yuan, szibériai ikota, francia kanadaiaknál ugró mánia  elnevezések).
- Koro (Asszám és Dél-Kína)

Heves aggodalom, hogy a pénisz, a mellek és a vulva visszahúzódik a testbe.
- Vaddisznó-szindróma (Gururumba, Új-Guinea):

Az ősök szellemének harapása okozza, amikor a fiatal férfiak belépnek a férfikorba: elkezdenek vadul szaladgálni, lopni és nyilakat lövöldözni néhány napig. (A gyógymód része, hogy a beteget a tűz fölött, a füstben tartják.)
Prinz 2004-ben az anorexia nervosát szintén kultúraspecifikus szindrómának tartja, ami a nyugati kultúrákra jellemző.

### Magasabb szintű kognitív érzelmek
Vannak érzelmek, amelyek nem velünk születettek, mint az alapérzelmeink, de mégis egyetemesen jelen vannak. Ilyen érzések a szeretet, szerelem, bűntudat, szégyen, zavar, büszkeség, irigység, és féltékenység.
Paul Griffiths filozófus ezeket nevezi magasabb szintű kognitív érzelmeknek, mert ezekben nagyobb szerepet játszik a logikai elemzésért és a komplex kognitív képességekért felelős neocortex. A neocortex az agykéreg azon része, amely az emberi evolúció során a legnagyobb fejlődésen ment keresztül. Ezzel ellentétben az alapérzelmek inkább kéreg alatti, ősibb struktúrákhoz köthetők.
Mivel a kognitív érzelmek kérgiek, és így jobban összekapcsolódnak a tudatossággal, mint az alapérzelmek, nagyobb kulturális különbségek mutatkozhatnak bennük, mint az alapérzelmekben. ,,Az alapérzelmekhez hasonlóan és a kultúraspecifikus érzelmekkel ellentétben a kognitív érzelmek a közös evolúciós történet által kialakított emberi természet részét képezik” Közös jellemzőjük, hogy azért maradtak fenn a természetes kiválasztódás során, mert őseinknek ezek az érzelmek segítettek megoldani az egyre komplexebb társas környezet problémáit.